# Rhea Silvia

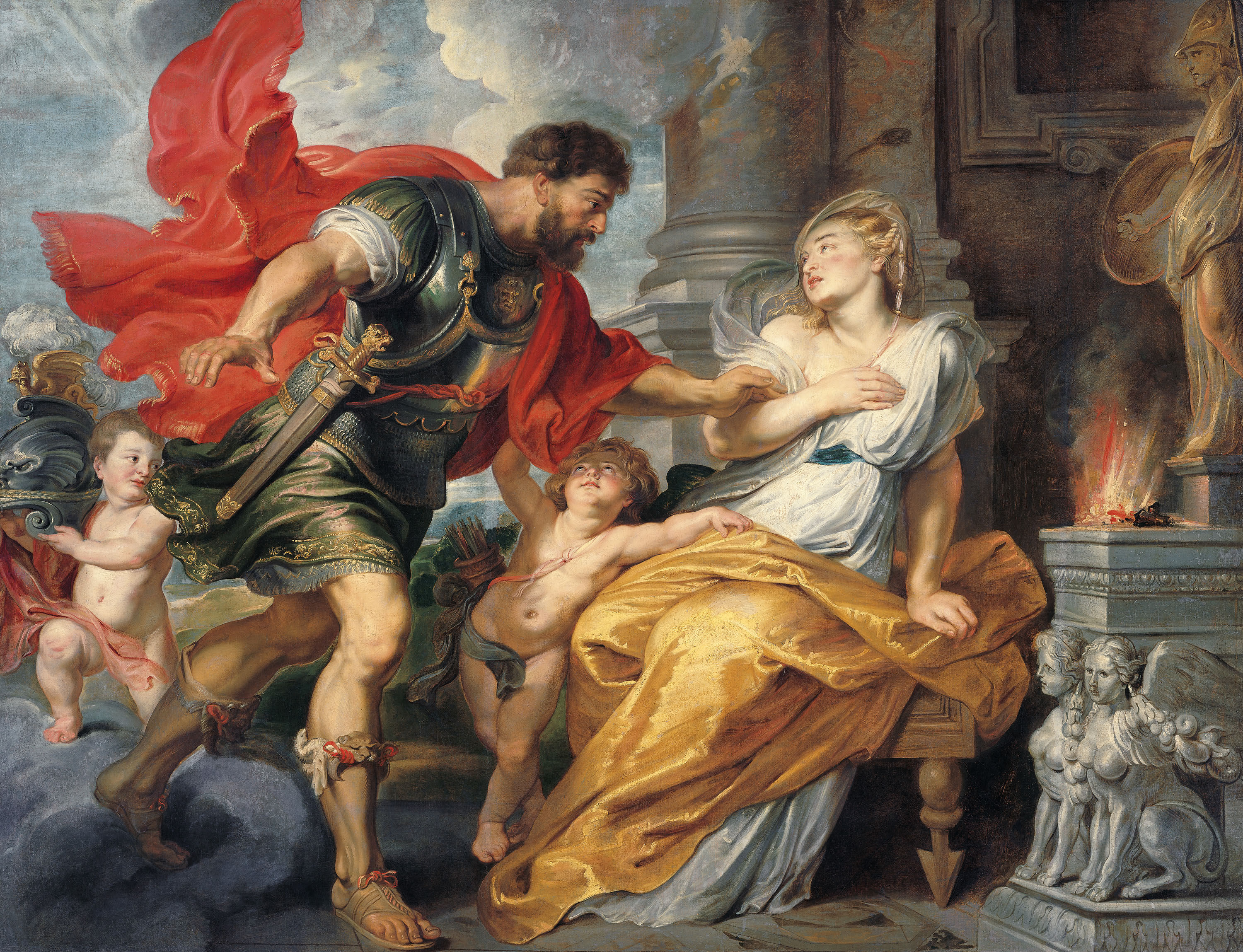
Mars en Rhea Silvia

In de Romeinse mythologie was Rhea Silvia, ook wel Ilia genoemd, de dochter van Numitor en kleindochter van Proca Silvius. Zij werd door haar oom Amulius, nadat hij Numitor had afgezet, aan de dienst van Vesta gewijd, opdat zij kinderloos zou sterven en geen nakomelingen zou krijgen die Amulius van de troon zouden kunnen stoten.
Toen zij moeder van Romulus en Remus was geworden, sommigen zeggen dat de vader de oorlogsgod Mars zou zijn (zie afbeelding), werd zij volgens sommigen levend begraven, volgens anderen gevangengezet zoals de gewoonte was met vestaalse maagden die een kind hadden gebaard, maar na de dood van Amulius bevrijd, of in de Tiber geworpen en door de stroomgod tot echtgenote genomen.